# Ester (Biblia)

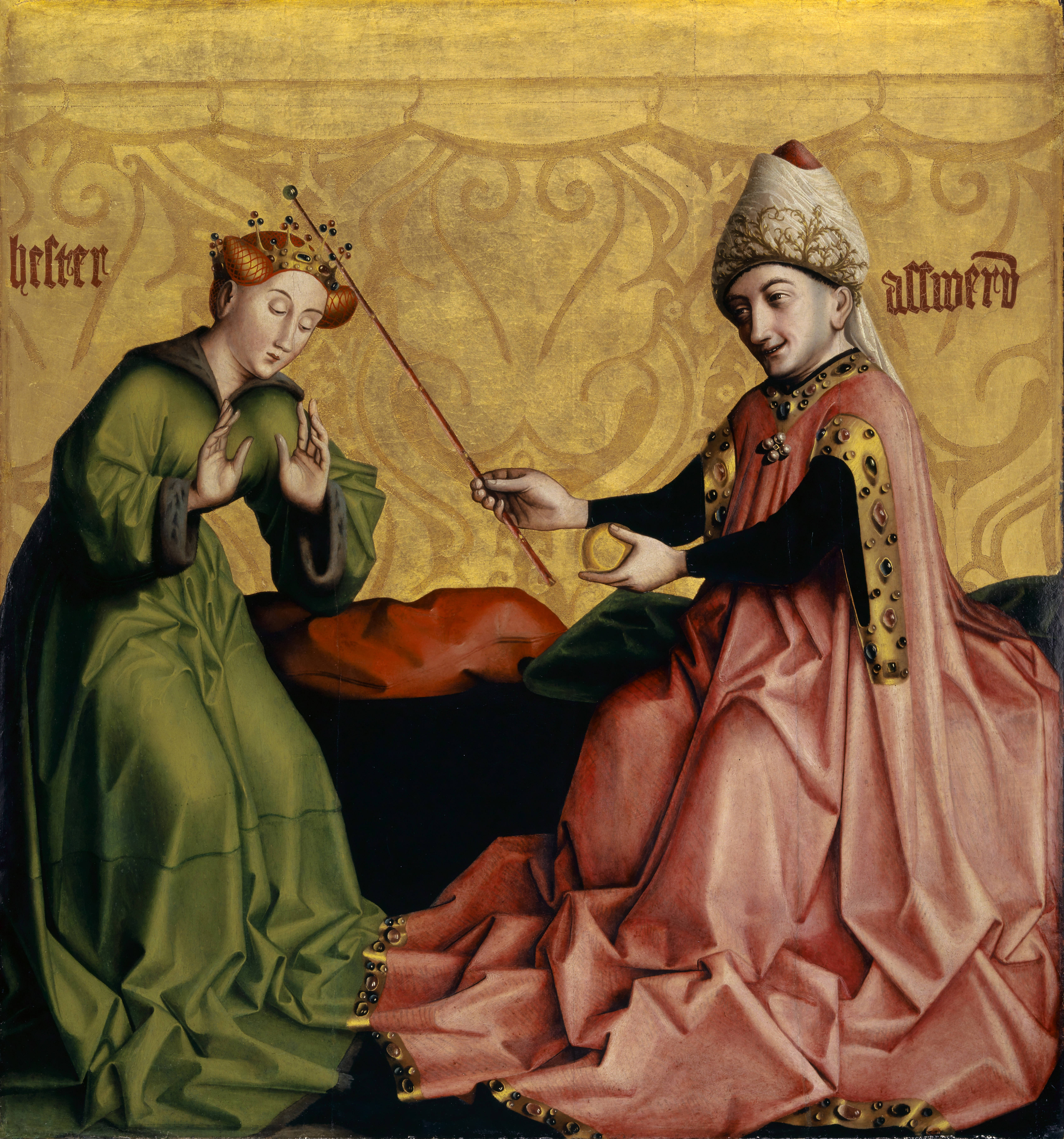
Ester delante de Asuero, óleo sobre lienzo de Konrad Witz, 1445-1450, Basilea, Museo de Arte.

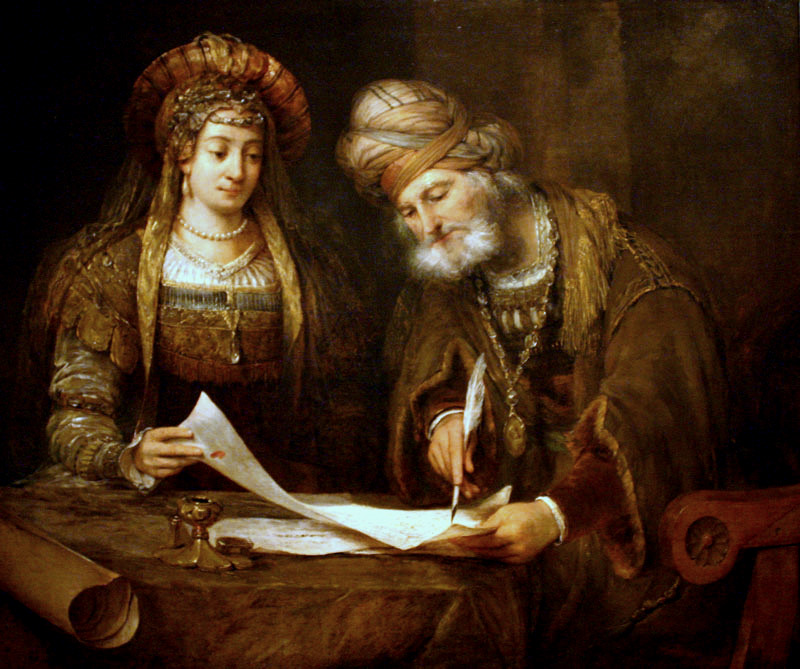
Ester y Mardoqueo escriben las cartas a los judíos, en el siglo V a.C. Óleo por Aert de Gelder, 1675. Colección Hirsch, Museo Nacional de Bellas Artes, Buenos Aires, Argentina.

Ester  (hebreo: אסתר Ester, griego:Ἐσθήρ Esthér, latín: Esther) es un personaje bíblico judío. Heroína hebrea, Ester, junto a su primo Mardoqueo, fue una reina bíblica que rescató a su pueblo de una masacre. Su historia está detallada en la Biblia, en el libro de Ester. 
Ester quedó huérfana de pequeña, siendo criada por su tío Mardoqueo. Cuando este se enteró de que el emperador persa Asuero (Jerjes) buscaba mujeres para su harén, vistió y perfumó a Ester, ocultando su origen judío. Ester fue llevada ante Jerjes, quien la incluyó en su harén como su concubina. Posteriormente, Ester se convirtió en favorita de Jerjes, deviniendo en su reina. Ester se enteró de que Hamán, uno de los príncipes, quería masacrar a su pueblo (a los judíos), haciendo que el rey decretase una ley para asesinarlos a todos en el mes de Adar. Ester logró contarle a su esposo sobre el plan malvado, confesándole que ella era judía. Jerjes mandó colgar a Hamán y a diez de sus hijos. Ester logró que Jerjes autorizara a los judíos a defenderse de los que los iban a asesinar, ya que el rey no podía abolir la ley que había hecho de mandar asesinar a los judíos. El recordatorio de este día aún hoy es celebrado por los judíos como Fiesta del Purim.

## Origen y significado del nombre
Conforme al Libro de Ester, esta joven de origen hebreo se llamaba Hadassah, que significa «mirto».
Cuando entró a formar parte del harén del rey, por recomendación de Mardoqueo decidió usar el nombre de Ester. Este nuevo nombre tal vez se deriva de una forma de llamar al mirto por parte de los medos (ya que el nombre está muy cerca de la raíz de la palabra que indica, en kurdo o en persa; y también el mirto produce una flor en forma de estrella). Otros estudiosos lo hacen derivar del nombre de la diosa Istar.
El significado del nombre Ester parece derivar del término de origen persa antiguo Sarta, que significa estrella, astro. Un Targum de la tradición hebraica dice que ella era la más bella “estrella de la noche”.

## Relato bíblico
Ester era la hija de Abihail, de la tribu de Benjamín, una de las que constituían el Reino de Judá, y cuya élite conoció el exilio en Babilonia (586 a. C.), para obtener, después de varios años, el permiso de volver a su tierra natal por medio de un edicto persa (537 a. C.).
La Biblia relata, además, del proceso por el que pasa Ester para llegar a ser reina, el valor y la fe que tiene en Adonay, al querer salvar a su pueblo, a pesar de sacrificar su posición como reina e incluso arriesgar su propia vida.
El texto bíblico no relata cómo, pero se cuenta que Ester quedó huérfana al cuidado de su primo Mardoqueo, que la instruyó en la Ley judía. Después de que el Rey Asuero destituye a su Reina consorte, decide buscar por todas las provincias de Media y de Persia una nueva esposa. Después de un proceso, es precisamente Hadassah la escogida como nueva reina. Por recomendación de Mardoqueo, ella debe ocultar su origen hebreo. Sin embargo, paralelamente, un funcionario del Rey Asuero, llamado Amán o Hamán, planea un genocidio contra el pueblo judío y con subterfugios y engaños logra convencer al Rey para que esta masacre contra el pueblo Hebreo sea legal y legítima.   
Ante el inminente peligro, Ester decide presentarse ante el Rey, a coste de su propia vida, razón por la que pide al pueblo judío que la acompañe en una jornada de ayuno. Al presentarse ante el Rey, el Rey no sólo le perdona la vida: en un acto de amor y gracia le ofrece hasta la mitad de su reino, pero Ester sólo le solicita al Rey que sea su invitado, junto con Amán, durante tres noches. El Rey acepta y en la última noche se revela la crueldad de Amán, y es ordenada su ejecución.             
Cuando Ester notifica al Rey la grave situación, el Rey le dice que no puede transgredir el edicto que permitía la aniquilación del pueblo judío, pero sí que le permitiría defenderse y por eso el día previsto para la masacre del pueblo hebreo, los judíos logran vencer el ataque y sobrevivir, razón por la que en esta fecha se inició la tradición de celebrar la fiesta del Purim.

## Características
Ester aparece en la Biblia como una mujer que se caracteriza por su fe, valentía, preocupación por los demás, prudencia, autodominio, sabiduría y determinación. Ella es leal y obediente a su primo Mardoqueo, y se presta a cumplir su deber de representar al pueblo judío y alcanzar la salvación. En la tradición judía se la ve como un instrumento de la voluntad de Dios para evitar la destrucción del pueblo judío, para proteger y garantizar la paz durante el exilio.

## En el Cristianismo
Ester es conmemorada como una matriarca en el Calendario de Santos de la Iglesia luterana Sínodo de Misuri el 24 de mayo.
Ester es reconocida como una santa en la Iglesia ortodoxa bizantina, conmemorada en el domingo antes de Navidad. La edición de Ester de la Septuaginta contiene seis partes (totalizando 107 versos) no encontradas en la Biblia hebrea. Aunque estas interpretaciones originalmente podrían haber sido compuestas en hebreo, han sobrevivido solo en textos griegos. Ya que la versión de la Biblia hebrea de la narración de Ester no contiene ni oraciones ni aun una simple referencia a Dios, los redactores griegos, aparentemente, se sintieron obligados a dar al escrito una orientación religiosa más explícita, aludiendo cincuenta veces a "Dios" o "el Señor". Estas añadiduras de Ester en el apócrifo fueron añadidas aproximadamente en el siglo II o III a. C..
La narración de Ester también es referenciada en el capítulo 28 del 1Meabyan, un libro considerado canónico en la Iglesia ortodoxa de Etiopía.

## Descripciones artísticas de Ester
A través de la historia, varios artistas han creado pinturas representando a Ester. Entre las tempranas representaciones de Ester destacan la pieza de altar Heilspiegel de Konrad Witz y Ester ante Asuero de Tintoretto (1546 - 47, Royal Collection), en la cual se muestra a Ester cuando aparece ante el rey para rogar misericordia para los judíos, a pesar del castigo a morir por aparecer sin haber sido convocada. Esta escena llegó a ser una de las partes de la narración más comúnmente representadas.
El desmayo de Ester no ha sido, a menudo, representado en el arte antes de Tintoretto. Es mostrada en la series de escenas de cassone de la Vida de Ester atribuidas, varias de ellas, a Sandro Botticelli y a Filippino Lippi en la década de 1470. En otras representaciones de cassone, por ejemplo en las de Filippino Lippi, la preparación de Ester para mostrarse ante la corte es contrastada con el rechazo de Vasti de exponerse a la asamblea pública.
Ester fue considerada en la teología católica como una precursora tipológica de la Virgen María en su papel como intercesora. Su elección real es paralela a la Asunción de María y, del mismo modo que Ester llegó a ser reina de Persia, María llegó a ser reina del cielo; el epíteto de María como 'stella maris" hace paralela a Ester como una 'estrella' y ambas figuras aparecen como patrocinadoras de lo humilde ante lo poderoso. Los observadores contemporáneos probablemente podrían reconocer una similitud entre el desmayo y el motivo común del Desmayo de la Virgen, visto en varias representaciones de la Crucifixión de Jesús. El desmayo de Ester llegó a ser un tema popular en la pintura barroca del siglo siguiente. Un ejemplo barroco notable es Ester y Asuero, de Artemisia Gentileschi.

### Música
- Marc-Antoine Charpentier, Historia Esther, H.396, para solista, coro, cuerdas y continuo, 1677.
- Georg Frideric Händel, Esther, con un libreto basado en un arreglo por Jean Racine, 1718 y 1732.
- Élisabeth Jacquet de la Guerre, Esther, para soprano y continuo, 1708.
- Ricardo "Richie" Ray y Bobby Cruz, Adasa, Ritmo Bailable, 1967.

### Cine
- 1916 - Esther (Reino Unido) [Mediometraje]
- 1948 - Queen Esther (EUA) [Mediometraje]
- 1960 - Esther and the King / Esther y el rey (EUA, Italia)
- 1986 - Esther Forever (Israel, Austria, Reino Unido)
- 1992 - Queen Esther (EUA) [Cortometraje Animación]
- 2006 - One Night with the King / Una noche con el rey / Ester de Susa; Una noche con el rey / La reina de Persia (EUA)
- 2013 - The Book of Esther / El libro de Ester (EUA)

### Televisión
Películas para TV:
- 1979 - The Thirteenth Day: The Story of Esther (EUA) [TV-Movie]
- 1999 - Esther / Ester, reina de Persia / La reina Ester (Italia, EUA, Alemania) [TV-Movie]

Series de TV:
- 1978-1979 - Greatest Heroes of the Bible / Grandes héroes de la Biblia (EUA) [TV-Serie]
- 1992 - La más grandiosa de las aventuras: pasajes de la Biblia, episodio La reina Ester.
- 1993 - Animated Stories from the Bible / (EUA) [TV-Serie Animación]
- 1994-1998 - Mysteries of the Bible / Misterios de la Biblia (EUA) [TV-Serie Documental]
- 1998 - A História de Ester (Brasil) [TV-Serie]
- 2010 - A História de Ester (Brasil) [TV-Serie]
- 2015 - La reina Ester (Colombia) [TV-serie]
- 2016 - La reina Ester (Colombia) [TV-serie]
- 2024 -La  reina de Persia (Brasil) [TV-serie]